# Versailles Rive-Gauche
Pour plus de détails, voir Fiche technique et Distribution.
Versailles Rive-Gauche est un moyen métrage français réalisé par Bruno Podalydès, sorti en 1992.

## Synopsis
Arnaud s'apprête à recevoir Claire, qu'il a rencontrée il y a peu, pour un rendez-vous galant dans son petit appartement de la rue Carnot à Versailles. La demoiselle arrive de façon impromptue alors qu'il est aux toilettes. De crainte de gâcher son entrée en matière, il recourt à un stratagème tordu pour lui cacher cette odorante activité. De fil en aiguille, le stratagème vire à l'imbroglio et fait peser de graves menaces sur l'issue de la soirée qu'il imaginait passer en tête à tête avec Claire.

## Fiche technique
- Titre : Versailles Rive-Gauche
- Réalisation : Bruno Podalydès
- Scénario : Bruno Podalydès et Denis Podalydès
- Production : Bruno Podalydès
- Société de production : Flagrant Délit Productions
- Musique : Dominique Paulin
- Photographie : Pierre Stoeber
- Son : Éric Grange
- Montage : Marie-France Cuénot
- Pays de production :  France
- Format : couleurs - Mono - 16 mm
- Genre : comédie
- Durée : 46 minutes
- Distributeur : CTV International
- Date de sortie :
- France : 17 juin 1992

## Distribution
- Denis Podalydès : Arnaud
- Isabelle Candelier : Claire
- Michel Vuillermoz : Jean-Claude
- Philippe Uchan : André
- Ariane Pirie : Chantal
- Bernard Lévy : Simon
- Jean-Noël Brouté : Mathieu
- Dominique Esnaud : Nono
- Michel Goldziuk : Michel, l'accordéonniste
- Antoine Hurault : Antoine, le guitariste
- Catherine Vuillez : Odile de La Touze
- Christophe Ménager : Jimmy
- Bruno Podalydès : Philou
- Pierre Stoeber : Indicateur 1
- Marcel Loshouarn : Indicateur 2
- Kevin Le Bourhis : Le fils d'André

## Production
Versailles Rive-Gauche est le premier film cinématographique de Bruno Podalydès. Le réalisateur n'a en effet dirigé auparavant que des films d'entreprise. Il constitue le premier volet d'une trilogie autour des trois gares de Versailles. Le film suivant Dieu seul me voit (Versailles-Chantiers) (1998), constitue le deuxième volet et Bancs publics (Versailles Rive-Droite) (2008) le dernier volet.
Présenté en vain au CNC pour obtenir des subventions, le scénario ne bénéficie d'aucun concours financier[réf. nécessaire]. C'est donc gratuitement que les participants ont travaillé à son élaboration, avec toutefois un appui logistique de la société Flagrant Délit Productions. Le tournage a eu lieu dans l'appartement même du réalisateur[réf. nécessaire]. Son exiguïté que le scénario utilise, a de fait entraîné un certain nombre de défis techniques.
Remarqué lors du festival international du court-métrage de Clermont-Ferrand où il obtient plusieurs prix, le film bénéficie d'une sortie confidentielle au cinéma : cinq salles en France, dont une seule à Paris, le Saint-André des Arts. Le bouche à oreille permettra d'élargir la combinaison de salles, qui atteindra une trentaine dans le courant de l'été, et rassemblera plus de 200 000 spectateurs lors de son exploitation en salles.
Le film est récompensé en 1993 par le César du meilleur court-métrage.
La plupart des acteurs qui forment le casting de ce premier film figureront dans les films suivants de Bruno Podalydès : son frère Denis Podalydès, Jean-Noël Brouté, Isabelle Candelier, Philippe Uchan, et Michel Vuillermoz, quant à eux, font tous partie du casting de Dieu seul me voit et se trouvent disséminés dans plusieurs rôles de la filmographie postérieure du réalisateur.

## Distinctions
- 1993 : César du cinéma du « meilleur court métrage »
- 1993 : Prix du Public et Mention Spéciale du Jury du Festival de Clermont-Ferrand